# Amphineurus (Amphineurus) pulchripes
Amphineurus (Amphineurus) pulchripes is een tweevleugelige uit de familie steltmuggen (Limoniidae). De soort komt voor in het Australaziatisch gebied.